# Georg Bessell
Georg Otto Adolph Bessell (* 27. September 1891 in Magdeburg; † 13. September 1976 in Bremen) war ein Bremer Studienrat und Historiker.

## Leben
Bessell besuchte das Domgymnasium Magdeburg. Nach dem Abitur studierte er an der Albert-Ludwigs-Universität Freiburg, der Friedrich-Wilhelms-Universität zu Berlin und der Rheinischen Friedrich-Wilhelms-Universität Bonn
Geschichte, Germanistik und Klassische Philologie. Als Freiwilliger im Ersten Weltkrieg schon 1914 verwundet und aus dem Deutschen Heer entlassen, schloss er das Studium 1916 in Bonn mit dem Staatsexamen ab. Nach der Lehrerausbildung in der Provinz Schleswig-Holstein kam er am 1. Oktober 1918 als wissenschaftlicher Hilfslehrer an das Bremerhavener Gymnasium. Am 1. April 1919 wurde er als Oberlehrer fest angestellt. 1927 wurde er an der Christian-Albrechts-Universität zu Kiel zum Dr. phil. promoviert. Seit 1929 war er in Bremen als Studienrat an der Aufbauschule, am Neuen Gymnasium und am Alten Gymnasium tätig. 1954 wurde er pensioniert. Den Sinn der Bremischen Geschichte sah er in ihrer Einbettung in die Entwicklung zum preußisch-deutschen Nationalstaat.

## Bedeutung
1911 hatte er begonnen, literarisch-historische und philosophische Aufsätze zu veröffentlichen, zunächst in Bremerhavener und Bremer Tageszeitungen, dann auch in den Preußischen Jahrbüchern. Er erregte damit die Aufmerksamkeit des Oberbürgermeisters Waldemar Becke, der ihn 1925 damit beauftragte, zum 100. Stadtjubiläum eine »Geschichte Bremerhavens« zu schreiben. Mit den vorbereitenden Arbeiten hatte bereits der Stadtbibliothekar Prof. Werner begonnen, der indessen aus gesundheitlichen Gründen das Werk hatte abbrechen müssen. Bessell wurde bei vollem Gehalt vom Schuldienst freigestellt und konnte pünktlich zur Hundertjahrfeier die erste Gesamtdarstellung der Geschichte Bremerhavens vorlegen. Mit den ersten sechs Kapiteln dieses Werks wurde er 1927 in Kiel promoviert. Der Erfolg und die Qualität dieser Arbeit führten zur Erfüllung eines seit langem gehegten Wunsches: Bessell wurde zum 1. April 1929 als Studienrat nach Bremen berufen. Neben seiner Lehrtätigkeit (Deutsche Aufbauschule, Neues Gymnasium, Hermann-Böse-Schule) ging er hier seinen literarisch-historischen Neigungen weiter nach. Mit seiner Pensionierung am 31. März 1954 begann für Bessell das Jahrzehnt der Bücher. Schon im folgenden Jahr erschien die »Heimatchronik der Stadt Bremerhaven«, und in Bremen wurde B. zu einem renommierten Verfasser von Firmenfestschriften, u. a. für den Bremer Vulkan und den Norddeutschen Lloyd. Daneben veröffentlichte er eine Reihe kleinerer Arbeiten biographischen und historischen Inhaltes zur Bremer und Bremerhavener Geschichte. Seinen Förderer Becké würdigte Bessell mit einer Biographie in den »Niedersächsischen Lebensbildern«.

„Bessells Werke zeichnen sich nicht nur durch eine lebendige, historisch genaue Darstellung aus, sondern auch durch eine eigene stilistische Qualität, die an seinen literarischen Vorbildern, Goethe und Thomas Mann, zwar nicht orientiert, aber doch geschult war. Den Leistungen Johann Smidts hat Bessell in seinen Arbeiten großen Respekt entgegengebracht. In ihm sah er den Staatsmann, dessen geistige Wurzeln im Deutschen Idealismus lagen, der mit der Nüchternheit und dem Mut des Hanseaten handelte und mit dem Pragmatismus des Realpolitikers und dem klugen 
Blick des Philosophen seine Entscheidungen traf.“

## Werke
- Geschichte Bremerhavens – Die ersten 100 Jahre (Nachdruck). Bremen
- Ein bremischer Staatsvertrag vor hundert Jahren. Bremer Bibliophile Gesellschaft, 8, Bremen 1930, Nachdruck 1977.
- Bremen. Die Geschichte einer deutschen Stadt. Bremen 1935. Eine leicht veränderte 2. Auflage erschien 1955.
- 100 Jahre Innere Mission. Bremen 1949.
- Heimatchronik der Stadt Bremerhaven. Köln 1955.
- Norddeutscher Lloyd 1857–1957, Bremen, Schünemann, 1957.
- mit August Westermann: 150 Jahre Schiffbau in Vegesack. Schünemann, Bremen 1955. [Geschichte der Werften Johann Lange, H. F. Ulrichs und Bremer Vulkan]
- 100 Jahre Kippenberg-Schule 1859–1959, Bremen 1959.
- mit Werner Wien: 150 Jahre Carl Schünemann. Bremen 1960.
- Heinrich Bömers, Senator in Bremen, Chef der Firma Reidemeister & Ulrichs, Bremen: Schünemann, 1964
- Gebrüder Kulenkampff 1806–1956. Geschichte eines Bremer Handelshauses, Bremen 1956.
- Pastor Constantin Frick, ein Lebensbild. Heye, Bremen 1957
- 125 Jahre A.G. Weser – 1848 bis 8. November 1968. Schünemann, Bremen 1968.